# 킨들 다이렉트 퍼블리싱
킨들 다이렉트 퍼블리싱(Kindle Direct Publishing)은 최초의 아마존 킨들 장치와 동시에 2007년 11월에 출시된 아마존닷컴의 전자책 출판 플랫폼이다. 원래 디지털 텍스트 플랫폼(Digital Text Platform)이라고 불리는 이 플랫폼을 통해 저자와 출판사는 자신의 책을 아마존 킨들 스토어에 출판할 수 있다.
저자는 KDP 웹사이트를 통해 전달하기 위해 여러 형식의 문서를 업로드할 수 있으며 작품 비용은 $0.99에서 $200.00 사이이다. KDP는 44개 언어로 된 도서를 받는다.
2016년에 아마존은 페이퍼백(단행본) 옵션도 추가했고, 2021년에는 하드커버(케이스 적층) 옵션도 추가했는데, 둘 다 주문형 인쇄 기술을 사용한다.